# Licznik osi

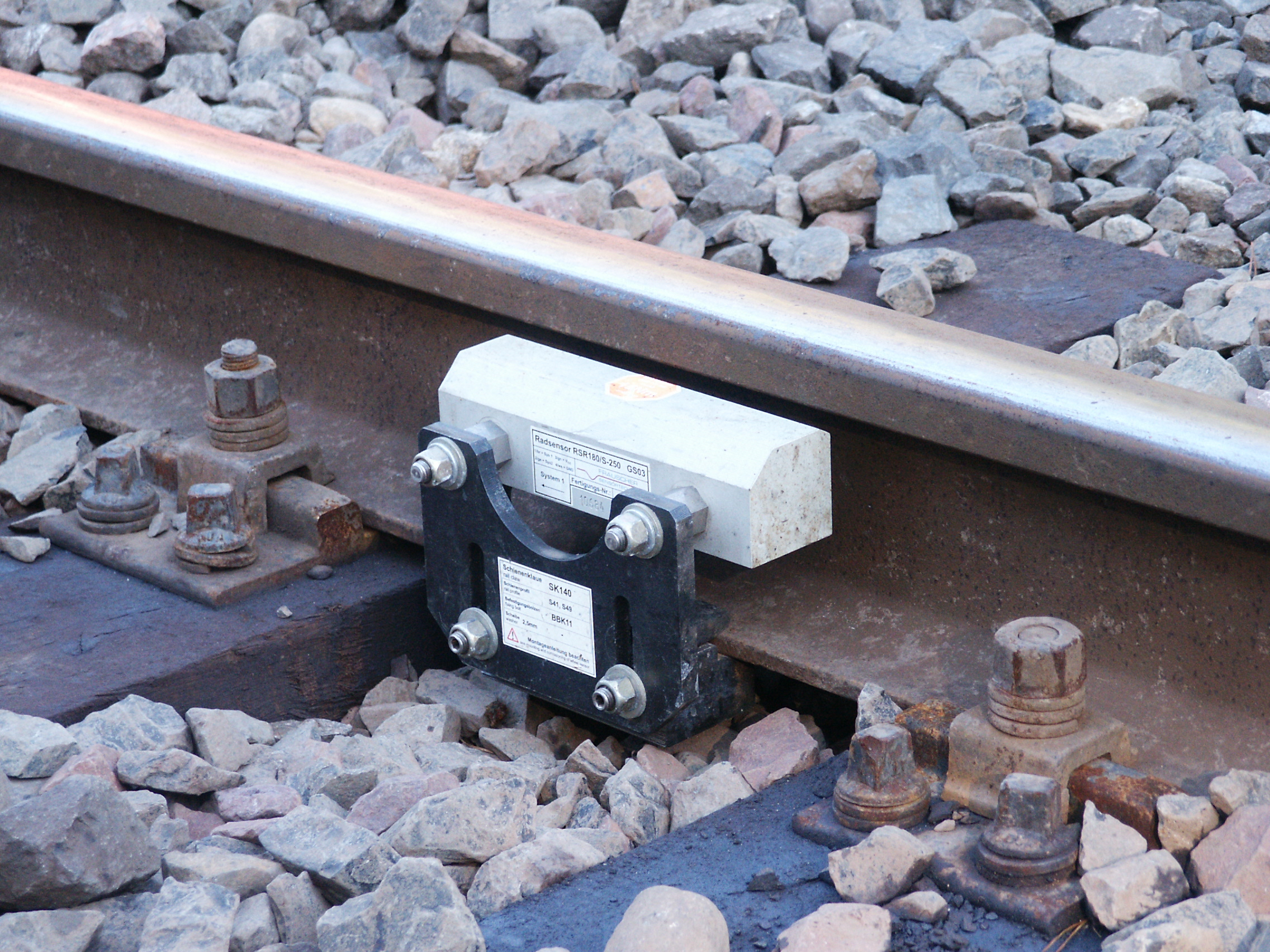
Czujnik osi zamontowany przy torze

Licznik osi – element urządzeń sterowania ruchem kolejowym zliczający osie przejeżdżającego taboru. Umożliwia kontrolę niezajętości odcinków toru i rozjazdów.
Czujniki osi umieszczane są w miejscach, w których rozpoczyna się strefa badania niezajętości lub graniczą ze sobą dwie takie strefy. Strefy te nazywa się sekcjami, odcinkami torowymi bądź – przez analogię do starszych metod kontroli niezajętości – odcinkami izolowanymi.
Pojazd szynowy, wjeżdżając do danej strefy, przejeżdża nad czujnikiem zamontowanym po wewnętrznej stronie toru (głowica torowa musi zostać zamontowana na odpowiedniej wysokości względem przejeżdżających osi). Czujnik torowy wykrywa i liczy przejeżdżające osie. Sygnały z czujników zliczane są w jednostce centralnej. Podczas wyjeżdżania ze strefy ilość osi wyjeżdżających jest odejmowana od stanu licznika. Jeśli bilans osi jest równy zeru, licznik przekazuje sygnał do innych urządzeń, że strefa jest wolna. Jeżeli bilans nie jest równy, może to oznaczać oderwanie wagonów od składu pociągu i pozostanie ich w strefie.
Czujnik umieszczony przy torze składa się z dwóch obwodów magnetycznych. Zastosowanie dwóch obwodów umożliwia wykrycie kierunku jazdy pociągu – do strefy lub ze strefy – i odpowiednie zliczenie osi. Jeżeli jeden czujnik jest wykorzystany przez dwie sąsiadujące ze sobą sekcje, przejeżdżająca nad nim oś będzie powodowała w jednej sekcji zmniejszanie stanu licznika, w drugiej zwiększanie. 
Zaletą liczników osi w porównaniu z innymi, starszymi systemami stwierdzania zajętości torów, jest to, że tory nie są elektrycznie połączone z układem licznika. Dzięki temu są mniej awaryjne, gdyż są odporne na wyładowania atmosferyczne w okolicach torów. Inną zaletą jest możliwość łatwego tworzenia stref o różnej wielkości – obejmujących np. kilka rozjazdów lub kilkanaście kilometrów szlaku – co w rozwiązaniach opartych na odcinkach izolowanych było niemożliwe lub bardzo trudne.
Wadą liczników osi, która może się ujawnić w sytuacjach niewłaściwego zliczenia osi, jest konieczność zerowania. Czynność ta ma na celu usunięcie niezgodności między wskazaniami systemu i stanem rzeczywistym przez przywrócenie bilansu osi w danej strefie do poziomu zerowego i tym samym ręczne przekazanie przez obsługę ruchową do systemu informacji, że strefa ta jest wolna.